# غار استوپیچا
غار استوپیچا (صربی: Стопића пећина) یک غار آهکی در نزدیکی سیروگوینو در دامنه کوه زلاتیبور در غرب صربستان است. این بنا به عنوان اثر طبیعی توسط دولت محافظت شده‌است.

## موقعیت
غار استوپیچا در قلمرو روستای روژانستوو و در ۱۹ کیلومتری شهر زلاتیبور، به سمت سیروگوینو واقع شده‌است. موقعیت آن در پیچ جاده بین دو روستا است که با نمایش بطری بزرگ مشخص شده‌است که به عنوان آگهی تجاری برای آبگرم واپا نصب گردیده‌است.

## نگارخانه

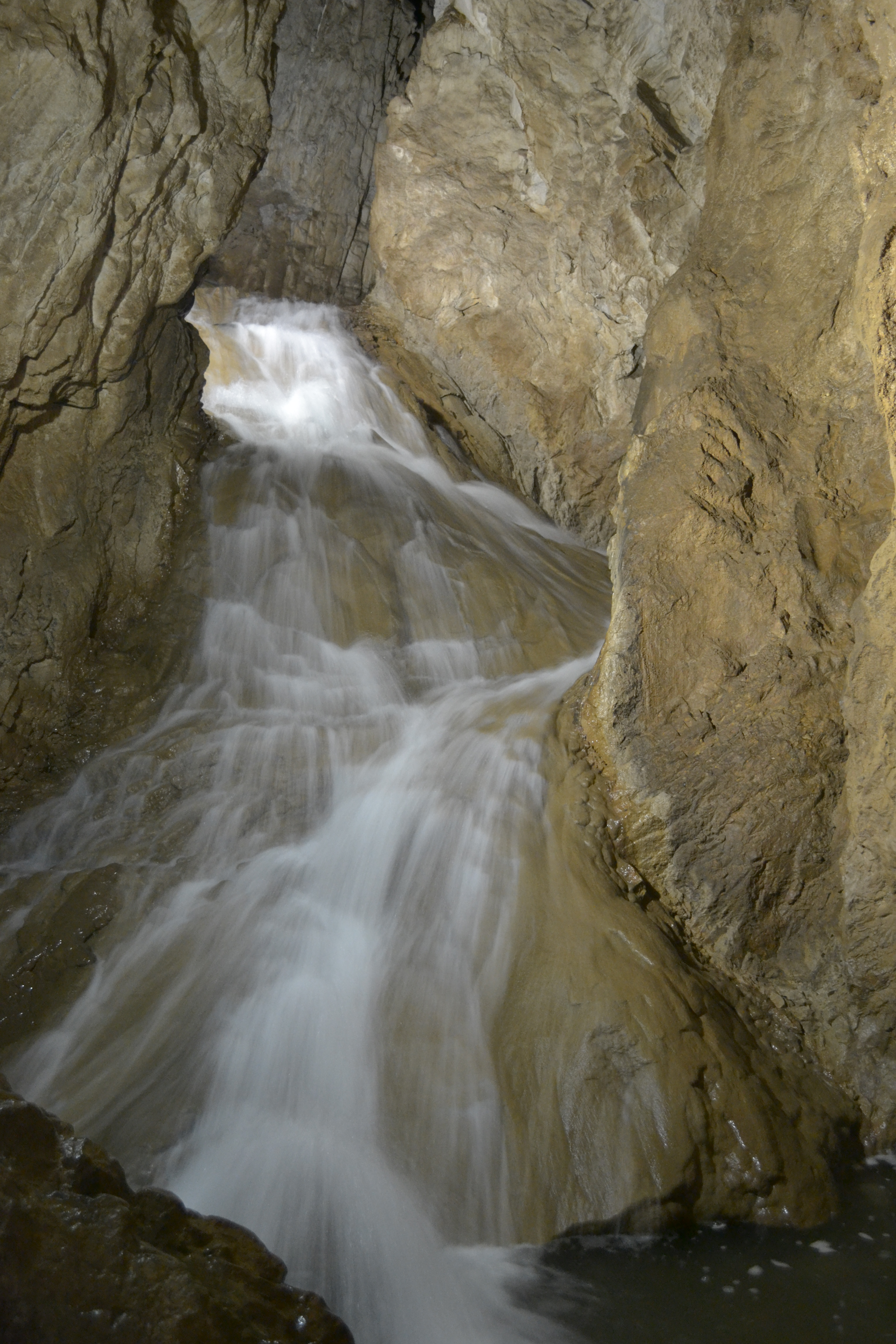
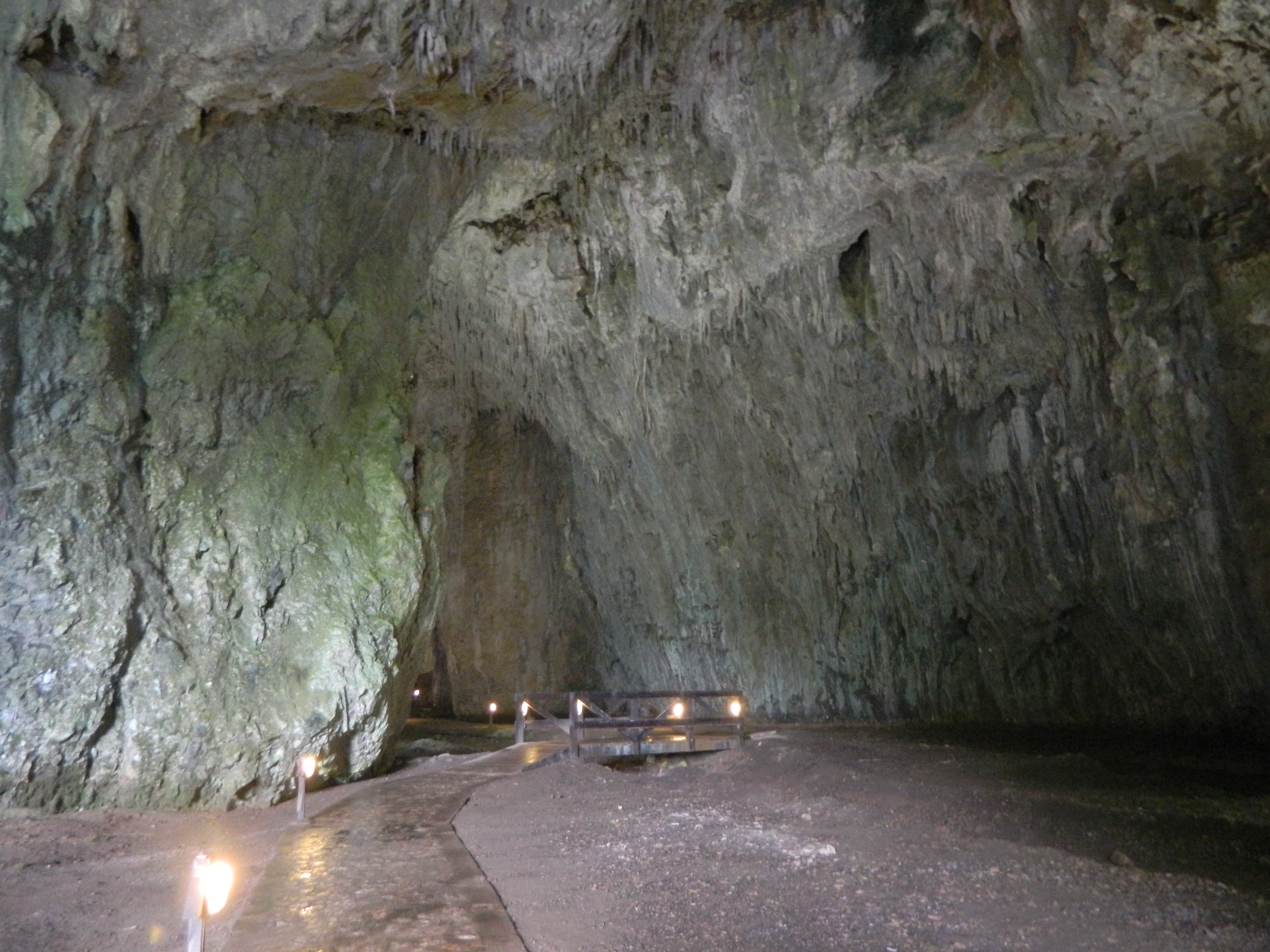
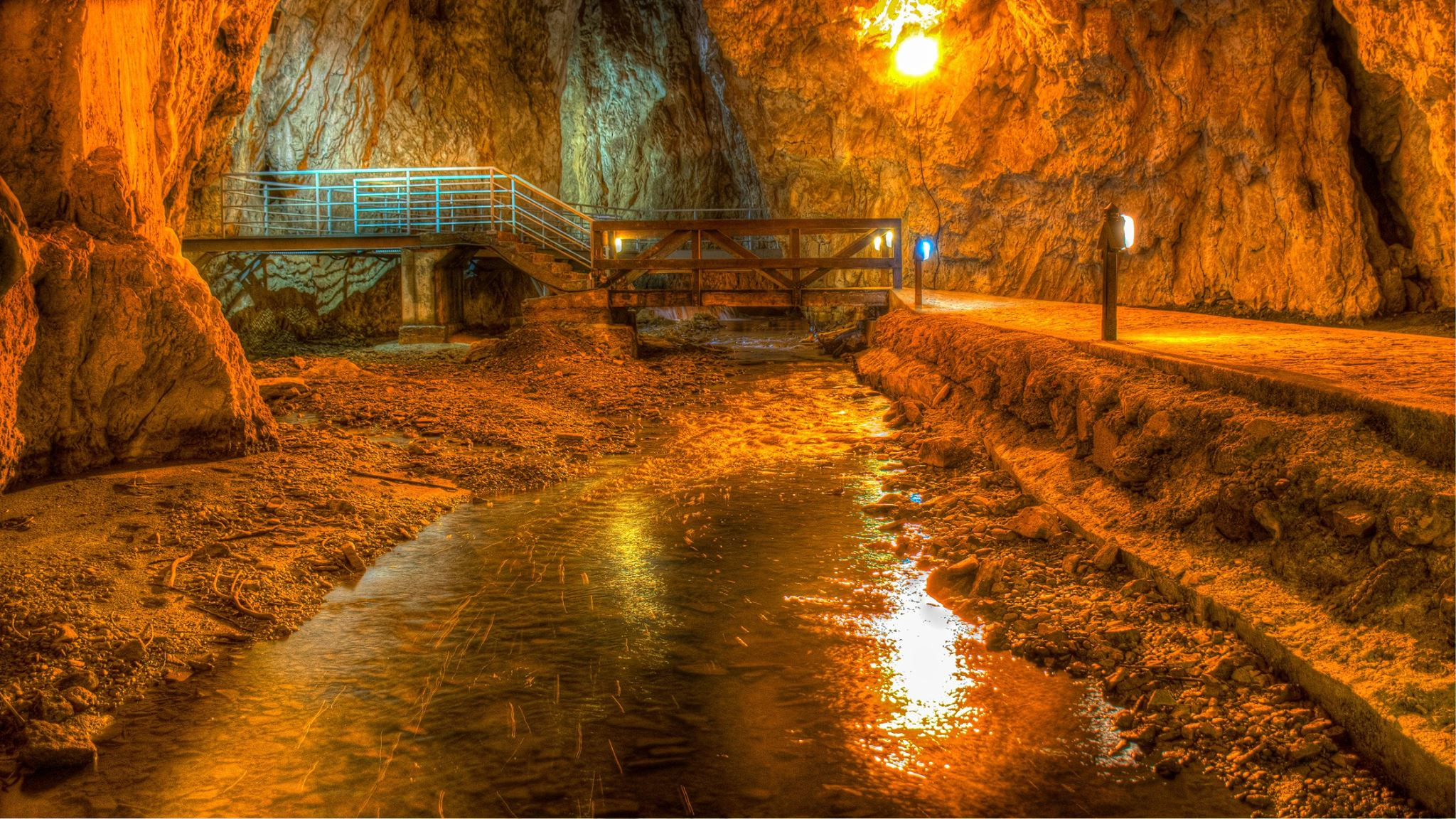
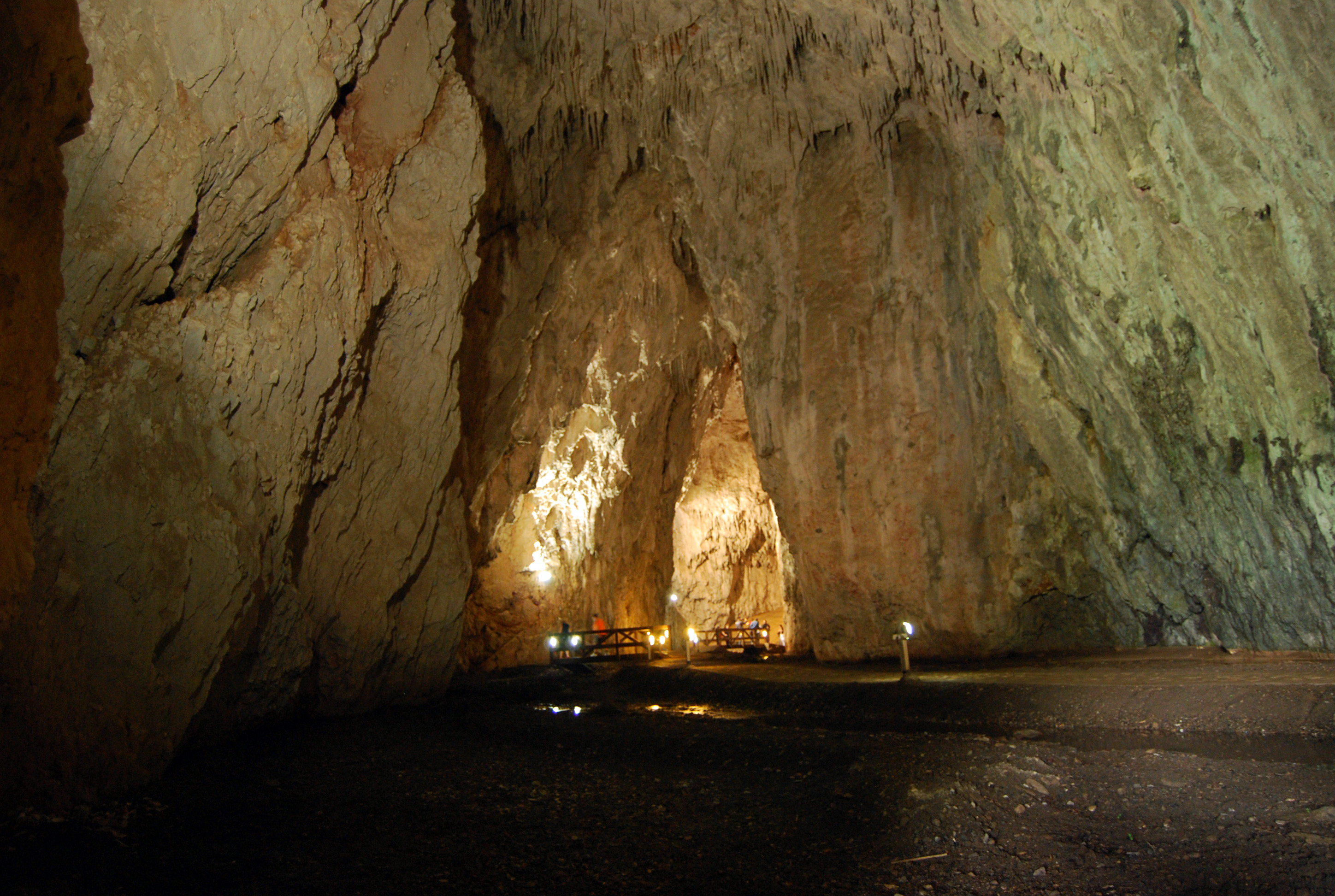
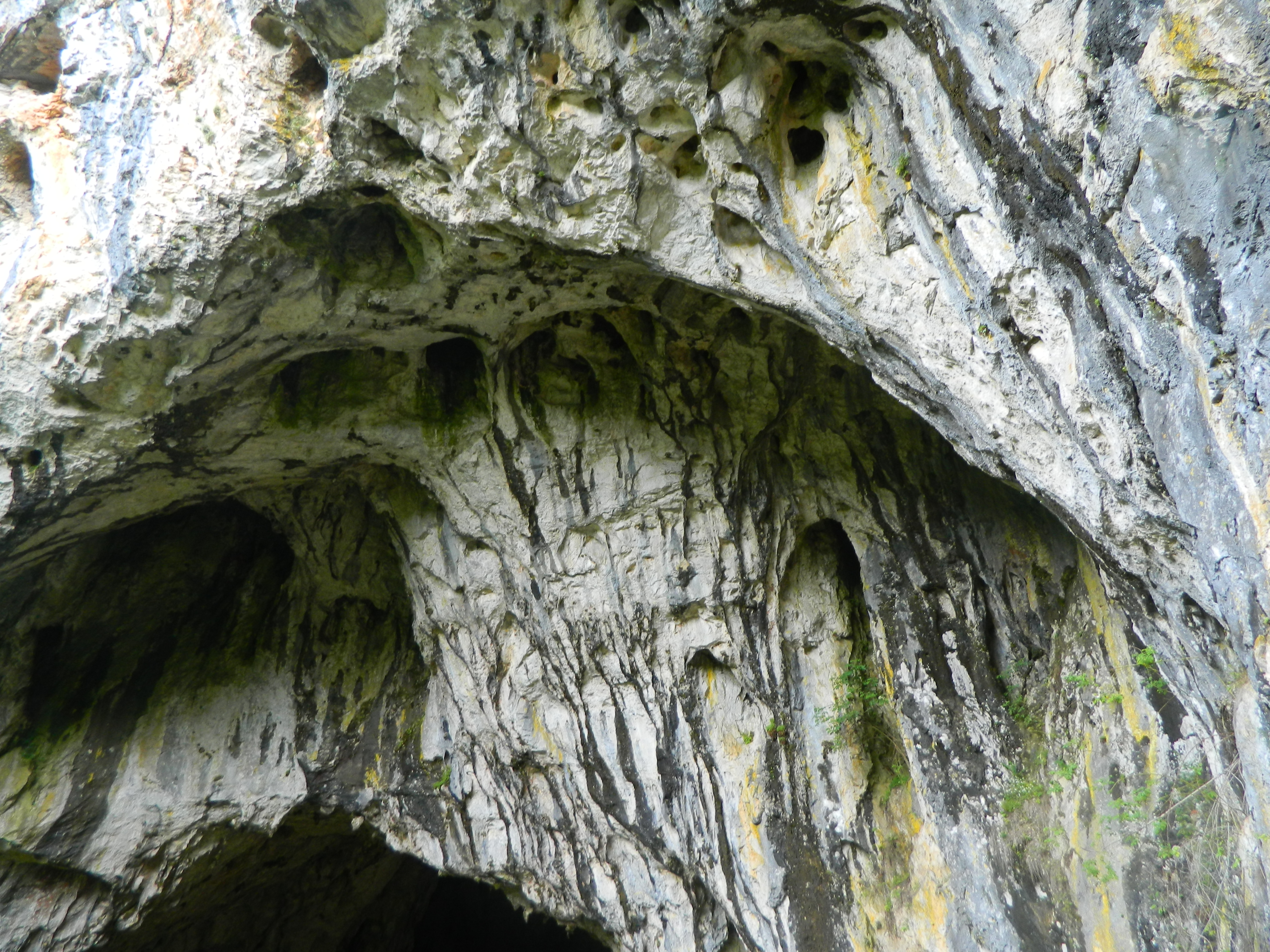
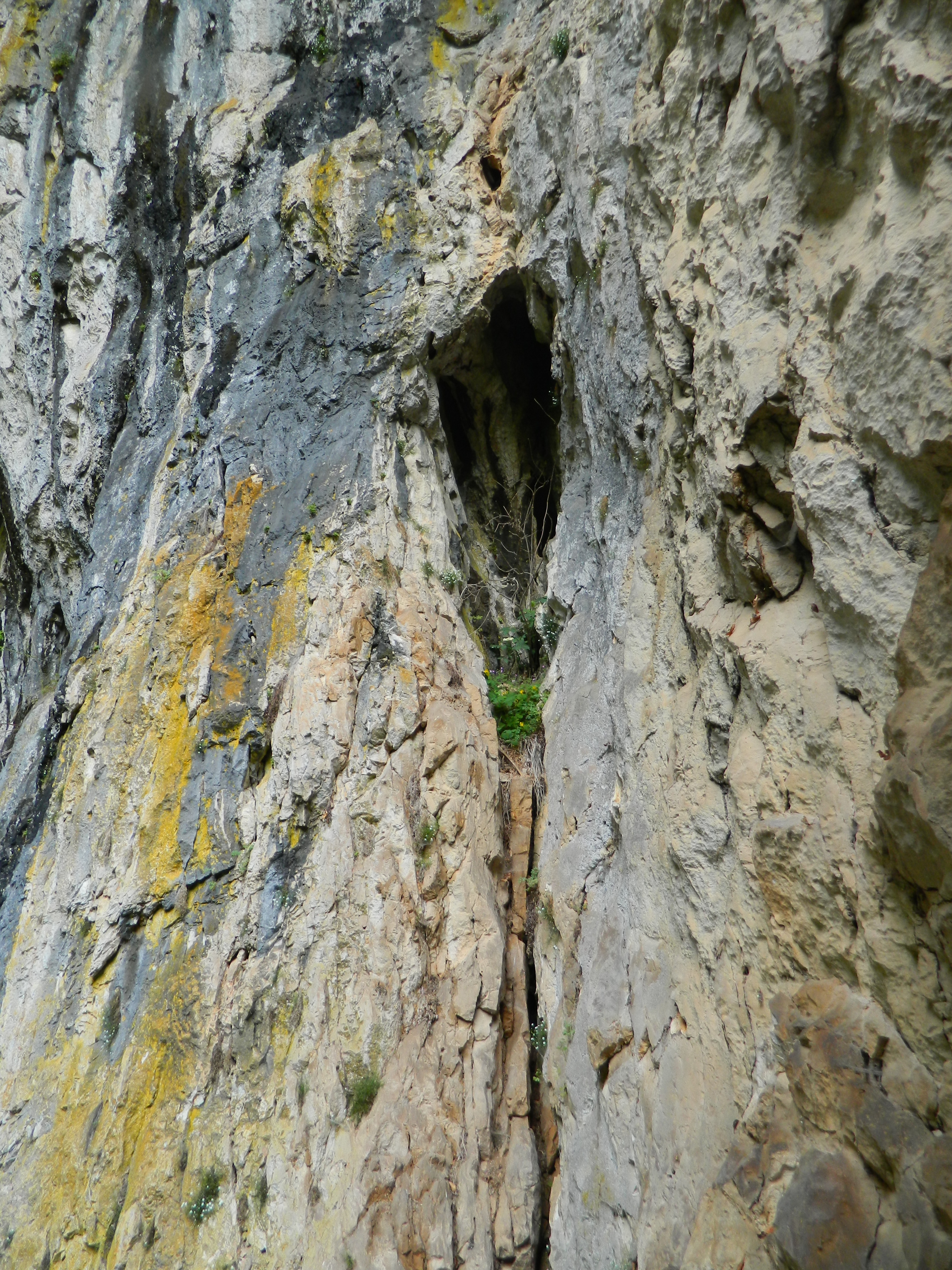
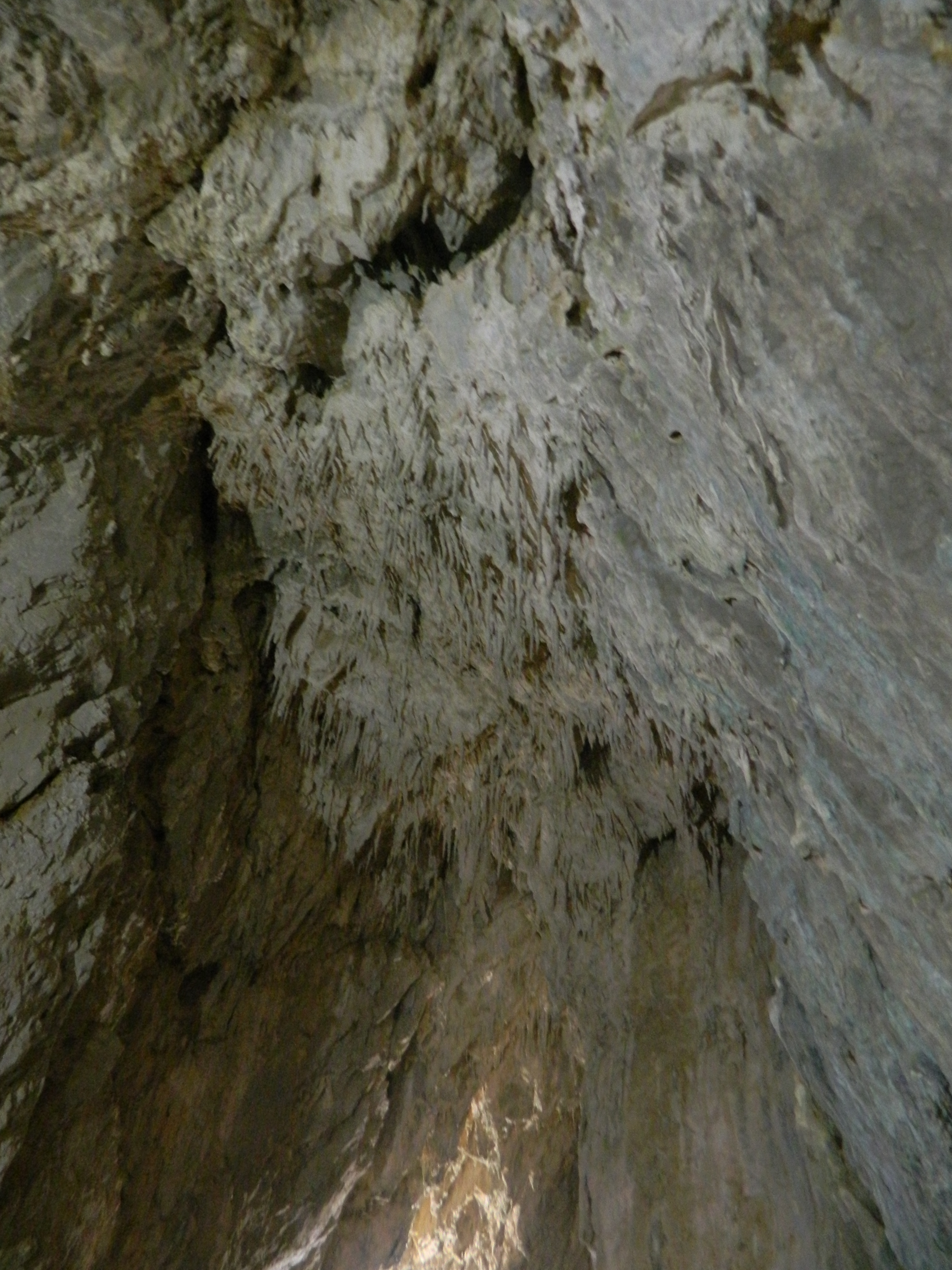